# New York State Route 238
New York State Route 238 (NY 238) ist ein 24,49 km langer State Highway in Western New York in den Vereinigten Staaten. Er verläuft in einer nordwestlich-südöstlichen Richtung mit dem Village of Attica etwa in der Mitte der Strecke. In nordwestlicher Richtung schließt er Attica in Darien an den U.S. Highway 20 (US 20) an und dient als direkte Verbindung in das östliche Erie County, wo über die US 20A in Orangeville die direkteste Verbindung nach Warsaw, dem County Seat des Wyoming County besteht. NY 238 wurde 1930 bei der Neunummerierung der State Highways in New York zwischen Orangeville und Attica als Highway ausgewiesen. Die Verlängerung bis nach Darien erfolgte im folgenden Jahr.

## Streckenbeschreibung

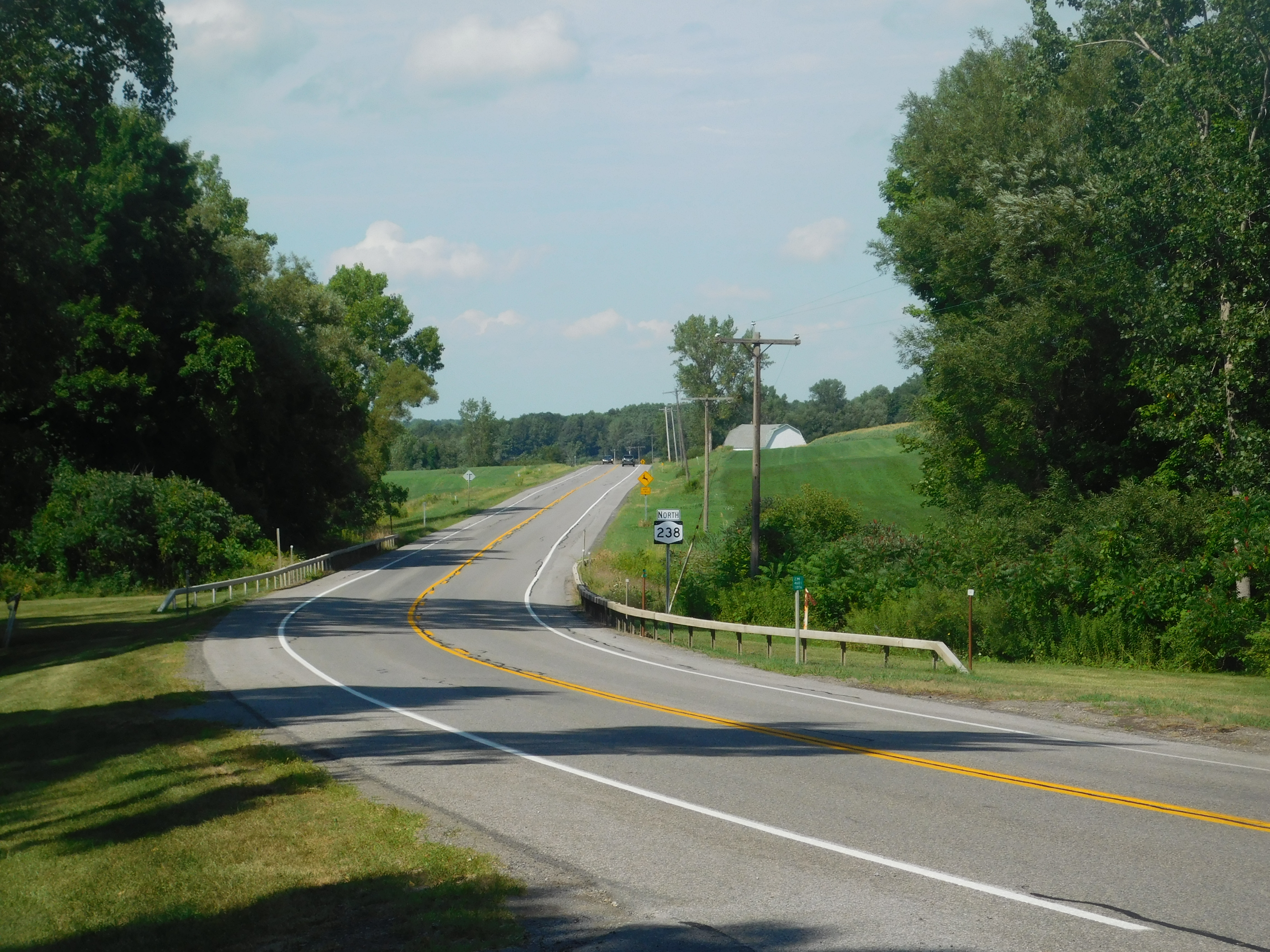
NY 238 südlich des Village of Attica, nordwärts gesehen

NY 238 beginnt an der Kreuzung mit der US 20A in einem Teil der Town of Orangeville, der als Halls Corner bekannt ist. Sie führt als Halls Corners Road nordwärts und führt dabei durch spärlich besiedelte Gebiete der Town. An der Buffalo Road wendet sich die Strecke leicht nach Nordwesten und erreicht die Town of Attica. An deren Stadtgrenze passiert die NY 238 einen von Atticas Wasserspeichern und erreicht den kleinen Weiler Attica Center, wo die Strecke auf das südliche Ende der County Route 42 (CR 42) und den östlichen Terminus der CR 39 trifft. Nachdem die Strecke Attica Center hinter sich gelassen hat, schlängelt die NY 238 sich nordwärts zum Village of Attica, passiert den östlichen Rand der Attica and Wyoming Correctional Facilities – am ehesten sichtbar sind die Arbeitsfarmen dieser Einrichtungen.
Direkt innerhalb des Villages biegt die NY 238 nach Westen und übernimmt die East Main Street von der CR 19 an der Kreuzung bei den Attica Central Middle and High Schools. NY 238 führt weiter durch das Village, zunächst durch weitgehend ruhige Wohngegenden, bevor es den Business District und den nördlichen Endpunkt der CR 31 (Exchange Street) erreicht. Nach weiteren drei Blöcken steigt die Straße ab ins Tal des Tonawanda Creek und trifft die NY 98 an der High Street. NY 238 biegt nach Norden in die Market Street und folgt dieser gemeinsam mit der NY 98 einen halben Kilometer bis zur Buffalo Street, wo die NY 238 nach Nordwesten abbiegt und entlang der Buffalo Street aus dem Village heraus und ins Genesee County hineinführt.

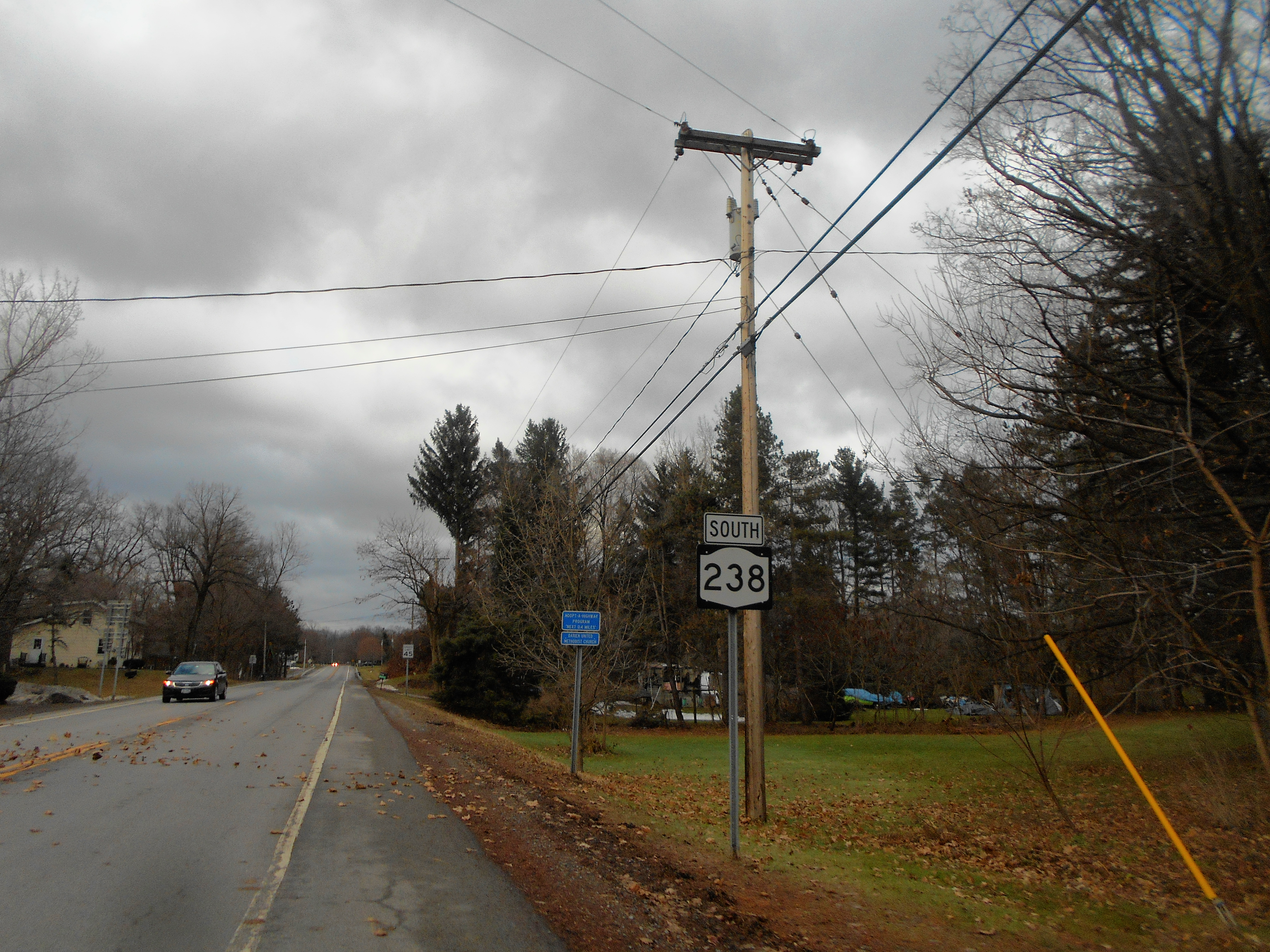
NY 238 südwärts in Darien

Im Genesee County schneidet die NY 238 durch die südwestliche Ecke der Town of Alexander und erreicht dann die Town of Darien. Die Strecke folgt der von der Norfolk Southern Railway betriebenen Southern Tier Line durch dieses zumeist ländliche Gebiet. Die CR 45 folgt einen Gutteil dieses Abschnittes parallel zur NY 238 auf der anderen Seite der Bahnstrecke. Die CR 45 zweigt direkt außerhalb von Attica von der NY 238 ab und trifft nach etwa drei Kilometern in Darien wieder auf diese, Deswegen wurde die CR 36 geteilt, um die Unterhaltung eines Bahnübergangs einzusparen. Nach dem westlichen Endpunkt der CR 45 schlägt die NY 238 wieder eine nördlichere Richtung ein und erreicht in einem Wohngebiet ihren Endpunkt an der US 20 im Weiler Darien.

## Geschichte
NY 238 wurde auf ihrem heutigen Verlauf zwischen Orangeville und Attica im Rahmen der Neunummerierung der State Highways in New York 1930 festgelegt. Sie wurde 1931 nach Nordwesten bis Darien verlängert. Der Abschnitt der NY 238 zwischen Attica und Darien folgte ursprünglich der Attica Road (heutige CR 45) und überquerte die nun als Southern Tier Line bekannte Bahnstrecke zweimal. Die NY 238 wurde 1978 auf ihre heutige, nördlichere Trasse verlegt und vermeidet die Überquerung der Bahnstrecke vollständig.

## Wichtige Kreuzungen
| County                                                                                             | Ortslage          | mi    | km    | Destinations                   | Anmerkungen                                    |
| -------------------------------------------------------------------------------------------------- | ----------------- | ----- | ----- | ------------------------------ | ---------------------------------------------- |
| Wyoming                                                                                            | Orangeville       | 0,00  | 0,00  | US 20A / Hermitage Road (CR 4) | südlicher Terminus, Nordende der CR 4          |
| Wyoming                                                                                            | Village of Attica | 10,77 | 17,33 | NY 98 südwärts zur NY 354      | südliches Ende der Überlappung NY 98 / NY 238  |
| Wyoming                                                                                            | Village of Attica | 11,07 | 17,82 | NY 98 nordwärts                | nördliches Ende der Überlappung NY 98 / NY 238 |
| Genesee                                                                                            | Darien            | 15,22 | 24,49 | US 20                          | nördlicher Terminus                            |
| 1,000 mi = 1,609 km; 1,000 km = 0,621 mi n kennzeichnet Beginn/Ende eines überlappenden Abschnitts |                   |       |       |                                |                                                |

## Belege
1. 1 2 3  Straßenkarte overview map of NY 238, in binged.it, abgerufen am 9. Juli 2015.
2. ↑  General Drafting (Kartograph): Road Map of New York.  [Karte]. Hrsg.: Standard Oil Company of New York. 1930 (englisch).
3. ↑  H.M. Gousha Company (Kartograph): New York.  [Karte]. Hrsg.: Kendall Refining Company. 1931 (englisch).
4. ↑  United States Geological Survey (Hrsg.): Attica Quadrangle – New York.  [Karte]. 1949 (englisch).
5. ↑  United States Geological Survey (Hrsg.): Attica Quadrangle – New York.  [Karte]. 1978 (englisch).
6. ↑  2008 Traffic Volume Report for New York State (PDF, englisch). New York State Department of Transportation. 16. Juni 2009. S. 194. Abgerufen am 1. Februar 2010.